# Matrimoni homosexual a Luxemburg
El matrimoni entre persones del mateix sexe a Luxemburg és legal a des de l'1 de gener de 2015. La llei, que inclou l'adopció, va ser promulgada per la Cambra dels diputats el 18 de juny de 2014. Des de 2004 són legals les unions civils entre persones del mateix sexe.

## Unió civil
El 2004 Luxemburg va reconèixer legalment a les parelles formades per persones del mateix sexe a través d'una llei d'unió civil ("loi relative aux effets légaux de certains partenariats"), que també està disponible per a parelles formades per persones de diferent sexe. Aquesta garanteix molts dels drets del matrimoni amb relació a beneficis sanitaris, avantatges fiscals, (encara que no totes les que posseeix el matrimoni). A més aquesta llei tampoc reconeix el dret d'adopció.

## Matrimoni
Al juliol de 2007 va ser presentada al Parlament de Luxemburg una proposta per reconèixer el dret del matrimoni a les parelles formades per persones del mateix sexe. Aquesta proposta va ser finalment rebutjada per 38 vots contra 22.
Després de les eleccions parlamentàries del 7 de juny de 2009 la coalició governant formada per conservadors popular-cristians i socialistes va incloure al seu programa de govern el reconeixement del dret al matrimoni a les parelles formades per persones del mateix sexe. El 20 de juliol de 2009, el govern de Luxemburg, encapçalat pel democristià Jean-Claude Juncker, va anunciar la seva intenció de legalitzar el matrimoni entre persones del mateix sexe. El Ministre de Justícia, François Biltgen va anunciar que el projecte de llei seria presentat al gener de 2010. Durant un debat celebrat el 19 de gener del mateix any, Biltgen va avançar que la llei estaria llesta abans de les vacances parlamentàries. També va anunciar, pel que fa a l'adopció, que els matrimonis formats entre persones del mateix sexe tindria prohibida l'adopció conjunta internacional, encara que sí que es reconeixeria l'adopció nacional. A més l'adopció individual per part de persones solteres seria igualment aprovada, amb independència de l'orientació sexual de l'adoptant.

## Opinió pública
Luxemburg és un dels països de la Unió Europea on el suport social al reconeixement dels drets LGBT és més alt. El matrimoni entre persones del mateix sexe és recolzat per un 58% dels luxemburguesos, segons es desprèn d'una enquesta del eurobarómetre realitzada el 2006.
En l'àmbit polític, el Partit Democràtic, el Partit Socialista Obrer Luxemburguès, Els Verds i L'Esquerra s'han pronunciat a favor del matrimoni entre persones del mateix sexe. Mentre que en el Partit Popular Social Cristià existeix diversitat d'opinions sobre aquest tema.
El 15 de maig de 2015 el Primer ministre de Luxemburg Xavier Bettel es va convertir en el primer cap de govern de la Unió Europea en casar-se amb una persona del mateix sexe, només el segon a nivell mundial.